# 愛媛県信用農業協同組合連合会
愛媛県信用農業協同組合連合会（えひめけんしんようのうぎょうきょうどうくみあいれんごうかい）は、愛媛県松山市に本所を置く、愛媛県内の農業協同組合の信用事業を統括する県域農協系金融機関。愛称は、JA愛媛県信連。

## 概要
愛媛県内農業協同組合を会員とする。なお、JA愛媛県信連は愛媛県内11JAとともに「JAバンクえひめ」（総称）を構成している。
統一金融機関コードは3038。

## 沿革
- 1948年8月12日 - 「愛媛県信用農業協同組合連合会」が設立される。
- 1964年 - 機構改革により5事務所となる。
- 1965年 - 農協会館が竣工。
- 1966年 - 内国為替業務取り扱いを開始。
- 1973年 - 愛媛県指定代理金融機関となる。
- 1978年 - 全国銀行内国為替制度に加盟。愛媛県農協電算センターが竣工。
- 1979年 - 農協信用事業オンライン開始。
- 1984年 - 「全国農協貯金ネットサービス」開始。
- 1986年 - 「ふるさと共同サービス」に加盟。国債窓販取り扱い開始。
- 1991年 - サンデーバンキングの取り扱い開始。
- 1994年 - 機構改革により融資業務を本所へ集中。
- 1995年 - 機構改革により貯金業務を本所へ集中。
- 1996年 - 「農協オンラインバンキングシステム」（NOBS）稼動。
- 1999年 - 愛媛銀行とのATM・CD無料化提携。
- 2001年 - 「JAバンクシステム」始動。
- 2002年 - 「JAネットバンク」を開始。
- 2003年 - ゆうちょとのATM提携（出金･残高）。
- 2006年 - 全国統一の信用オンラインシステム（JASTEM）へ移行。セブン銀行とのATM提携（出金･残高）。
- 2007年 - JAバンクアグリサポート事業を展開。ゆうちょ･セブン銀行とのATM提携（入金）。
- 2008年 - JAバンクにおけるATM顧客手数料を全国一律無料化。三菱東京UFJ銀行（現：三菱UFJ銀行）とのATM提携。
- 2010年 - JFマリンバンクとのATM終日無料化提携、ゆうちょとのATM平日無料化提携。JASTEMシステム基盤更改（第2次）。
- 2013年 - 伊予銀行及びコンビニ2社（ローソン･イーネット）ATM無料化提携。
- 2014年 - 事業本部制を導入。「法人JAネットバンク」取扱開始。
- 2015年 - 愛媛県と「災害時連携協力協定」を締結。県内金融機関と「災害発生時相互支援協定」を締結。
- 2017年 - 移動金融店舗車を導入。
- 2018年 - 信連創立70周年。JA貯金2兆円突破。JASTEMシステム基盤更改（第3次）。
- 2019年 - 「JAバンクアプリ」取扱開始。
- 2024年 - 「JAバンクアプリプラス」取扱開始。

## 店舗所在地
- 本所（001）/愛媛県松山市南堀端町2-3 愛媛県農協会館内
- 愛媛県庁支店（040）/愛媛県松山市一番町四丁目4-2 愛媛県庁内